# Kings of Convenience
Kings of Convenience je indie folk-popové duo z norského Bergenu, které tvoří Erlend Øye a Eirik Glambek Bøe.
Øye a Bøe se oba narodili v roce 1975 (Øye 21. listopadu a Bøe 25. října) a potkali ve stejné třídě na základní škole. Jejich první hudební spoluprací byl komediální rap o učiteli. V šestnácti spolu hráli v kapele Skog, vydali jedno EP. Později vytvořili duo Kings of Convenience. Objevilo se na několika evropských festivalech v létě 1999. V roce 2001 vydali Kings své debutové album Quiet Is the New Loud. Album produkoval producent Coldplay Ken Nelson. Album bylo velmi úspěšné, v Norsku se stalo albovou jedničkou a dvojice se stala pro kritiky symbolem popového undergroundu. Vyšlo i album remixů. Pak se však dvojice odmlčela. Øye strávil několik let v Berlíně, kde pracoval na sólovém materiálu, vydal také sólové album s názvem Unrest. Měl také vedlejší projekt s názvem The Whitest Boy Alive. Až v roce 2004 se dala dvojice znovu dohromady a vydala desku Riot on an Empty Street. Album v Norsku dosáhlo na druhé místo albové hitparády, v Itálii na třetí. Videoklip k druhému singlu z alba, písni I'd Rather Dance With You, se na MTV stalo nejlepším videem roku 2004. V roce 2008 skupina odjela světové turné, koncertovala v Bostonu, New Yorku, Torontu, Detroitu. Poté absolvovala šňůru v Jižní Americe - Mexiko, Kolumbie, Argentina, Peru, Brazílie a Chile, kde vystupovala v Santiagu s místní hudebnicí Javierou Mena, která jim později otevřela trh ve Španělsku a Portugalsku. Mezi evropské zastávky turné patřily Itálie, Švýcarsko a Španělsko. Třetí album s názvem Declaration of Dependence vyšlo 20. října 2009. Byla to první deska kapely, která zabodovala ve Spojených státech, dosáhla na třetí místo hitparády Top Heatseekers, v Norsku ale tolik neuspěla. V červnu 2012 kapela vystoupila na festivalech Primavera Sound v Barceloně a Portu. V roce 2015 hrála prvně v Česku, v MeetFactory v Praze. V roce 2017 Eirik vydal album s názvem Analog Dance Music se svou novou kapelou Kommode. Dne 30. dubna 2021 vydali Kings of Convenience po 12 letech pauzy novou píseň Rocky Trail a v létě 2021 vydali čtvrté studiové album Peace or Love. V Norsku dosáhlo na čtvrté místo v prodejnosti. V roce 2022 by měly vystoupit na festivalu Colours of Ostrava.